# Halothamnus somalensis
Halothamnus somalensis ist eine Pflanzenart aus der Gattung Halothamnus in der Familie der Fuchsschwanzgewächse (Amaranthaceae). Sie kommt in Trockengebieten Ostafrikas (Dschibuti, Somalia, Äthiopien) vor und wird volksmedizinisch verwendet.

## Beschreibung

### Vegetative Merkmale
Halothamnus somalensis wächst als Strauch und erreicht Wuchshöhen von 30 bis 90 Zentimeter. Die dornig zugespitzten, olivgrünen Zweige werden zum Teil beim Trocknen schwarz. Die an den Zweigen angedrückt stehenden, halbstielrunden Laubblätter sind bei einer Länge von nur 0,5 bis 3 Millimeter linealisch.

### Generative Merkmale
Die Blüten sind 3 bis 4,7 Millimeter groß. Die geflügelte Frucht besitzt Durchmesser von 8 bis 12,5 Millimeter, wobei die Flügel auch an schwarzen Pflanzen hell bleiben. Die Gruben auf der Unterseite der Frucht sind strichförmig und grenzen dicht an den umgebenden Wall, zwischen ihnen sind keine Nerven zu erkennen.

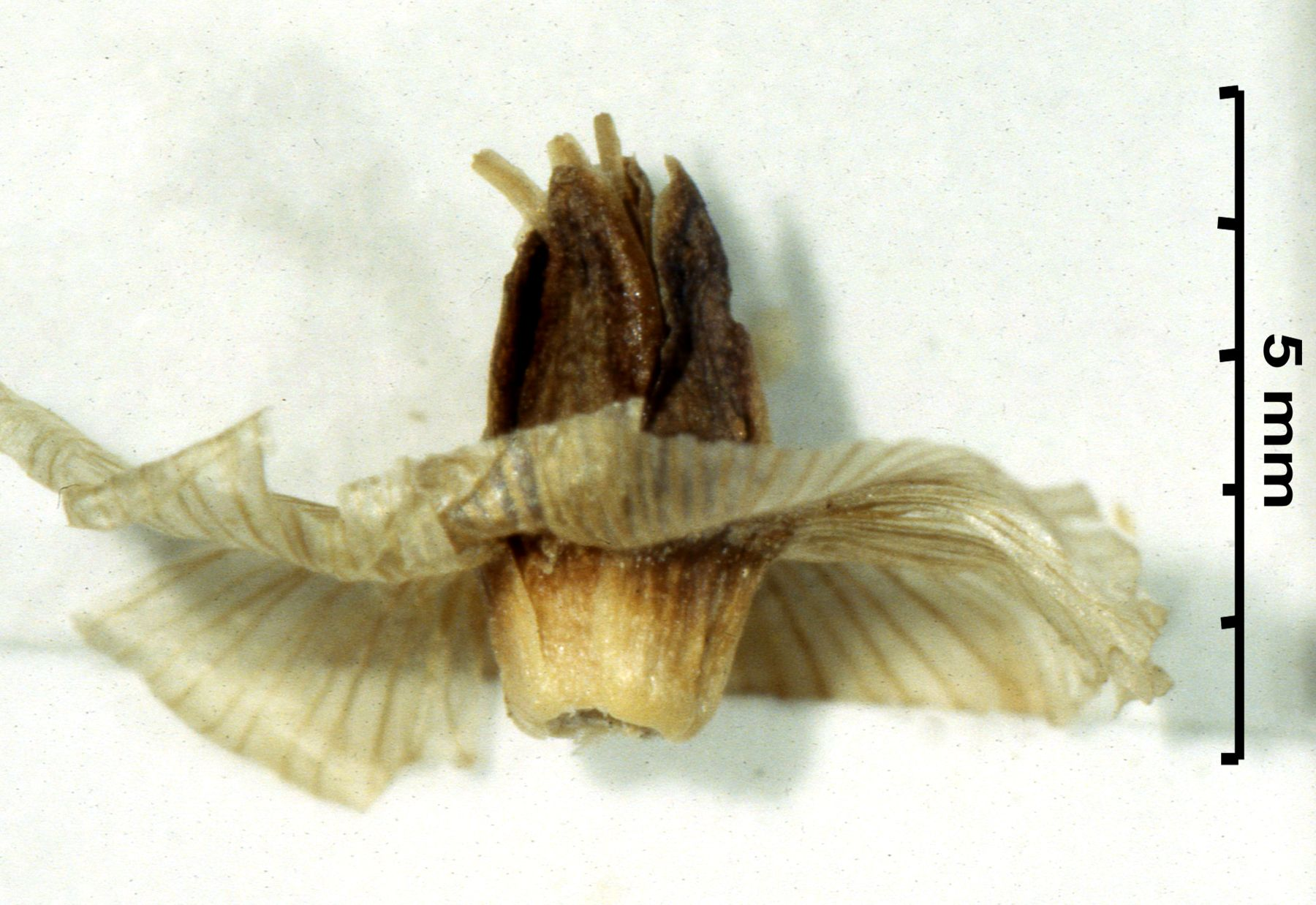
Frucht (Seitenansicht)
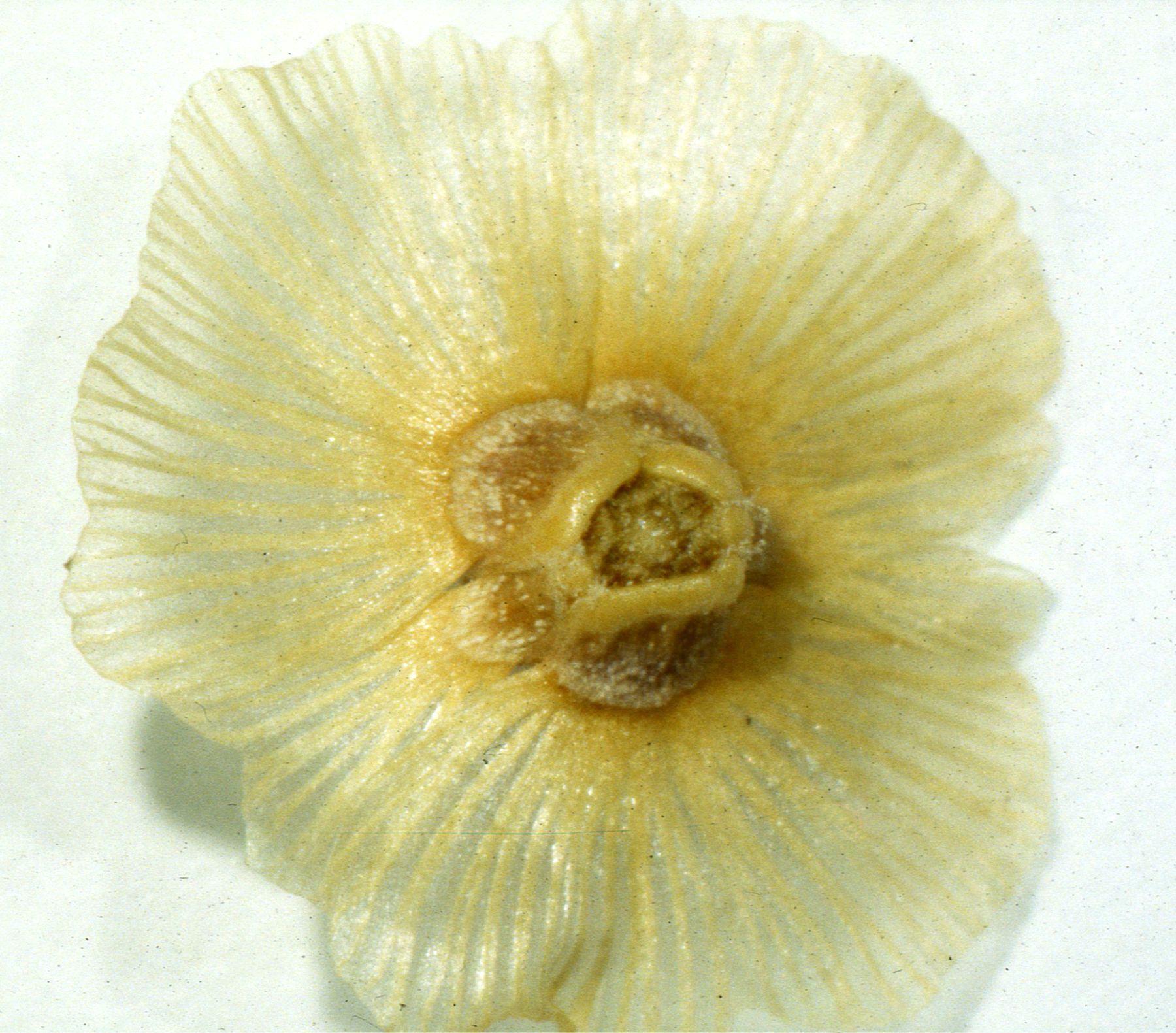
Frucht (Unterseite)

### Anatomische Merkmale
Im Unterschied zu anderen Halothamnus-Arten ist die Epidermis der Sprossachse von Halothamnus somalensis in den Außenwänden und teilweise auch den Radialwänden cutinisiert.

## Vorkommen
Halothamnus somalensis ist in Dschibuti, Somalia und Trockengebieten Äthiopiens heimisch; ähnliche Pflanzen von der Arabischen Halbinsel gehören zu Halothamnus bottae subsp. niger. Die Pflanzen wachsen in offener Dornsavanne auf sandigem, lehmigem oder felsigem Untergrund in Höhenlagen zwischen 0 und 1750 Meter.

## Nutzung
Die Wurzeln von Halothamnus somalensis werden traditionell als Heilpflanze gegen parasitische Würmer bei Tieren und Menschen angewendet.

## Taxonomie
Die Erstbeschreibung dieser Art erfolgte 1909 durch Nicholas Edward Brown unter dem Namen Salsola somalensis. Sie wurde 1981 durch Victor Petrovič Botschantzev unter dem Namen Halothamnus somalensis in die Gattung Halothamnus eingegliedert.
Synonyme für Halothamnus somalensis (N.E.Br.) Botsch. sind Salsola somalensis N.E.Br., Salsola bottae (Jaub. & Spach) Boiss. var. faurotii Franchet und Salsola bottae (Jaub. & Spach) Boiss. var. farinulenta Chiov.

## Volksnamen
In Somalia ist Halothamnus somalensis als "gosomadowbeye" bekannt ("gowsa-madobeyi", "goso-mudo-weyi", "gusomadobeye", "gosama do beya"), was sich von den somalischen Wörtern goso (= Backenzahn) und madow (= schwarz) ableitet, und sich auf die Beobachtung bezieht, dass die Zähne und Lippen von Weidetieren oft schwarz werden, nachdem sie die Pflanzen gefressen haben. Andere Trivialnamen sind "afmadobeye", "dankup", "mirrow", "mimou", oder "mirgi-edalis".
In Djibouti wird die Art auch "Yagali" genannt.